# Лемитар (Њу Мексико)
Лемитар (енгл. Lemitar) насељено је место без административног статуса у америчкој савезној држави Њу Мексико.

## Демографија
По попису из 2010. године број становника је 330.
| Група             | 2000.    | 2010.       |
| Белци             | 0 (0,0%) | 143 (43,3%) |
| Афроамериканци    | 0 (0,0%) | 5 (1,5%)    |
| Азијати           | 0 (0,0%) | 0 (0,0%)    |
| Хиспаноамериканци | 0 (0,0%) | 177 (53,6%) |
| Укупно            | 0        | 330         |